# Abizar
Abizar (en berbère : Aḅizaṛ/ⴰⵠⵉⵣⴰⵔ, en arabe : أبيزار) est un village de Kabylie de la commune de Timizart, dans la wilaya de Tizi Ouzou, Algérie.

## Géographie

### Localisation
Le village est limité à l'est par la montagne des Aït Djennad (900 m) d'altitude, au nord par la commune d'Iflissen et à l'Ouest par Afir, village des Aït Ouaguenoun.

### Lieux-dits, écarts et quartiers
Le village (ou Tribu d'Abizar) est divisé en 13 quartiers : 
- Ath Malek
- Alma Ubizar
- Ilmaten uhammuc
- Azru
- Budku
- Bugdama
- Ignan
- Ighil Uvizar
- Imesbahen
- Buganddur
- Madhmar
- Tabarurt
- Tifast.

## Toponymie
Si Amar U Said Boulifa explique, dans son livre Le Djurdjura à travers l'histoire, que l’origine du nom attribué au village Abizar passe par l’étude de la toponymie de la côte kabyle où un certain nombre de caps à l’abri desquels se trouvaient sans doute des pêcheries ou même de petites villes désignées par des termes phéniciens souvent complétés de mots berbères ; tels sont entre autres : Rusgunea, Rusucurus, Ruspicir, Rusiuz, etc.
Les études,linguistiques et épigraphiques montrent l'influence des Phéniciens en Kabylie : aq’arou = q’ar = car, tête en berbère, correspond exactement au sens du mot phénicien rus = ras en arabe et à celui du mot latin caput.
En berbère, aq’arou, mis au génitif, devient ouq’arou = ucuru ; d’où Rus ucuru = Cap d’Ucuru, signifiant exactement : tête de la tête, cap du cap. Quant à Rus-Upicir et Rus-Uzus, les déterminatifs Upicir et Uzus = Apicir et Azous qui devaient être les noms propres de personnages, probablement des noms de chefs de tribus, sont des termes conservés, jusqu’à nos jours, sous les formes de Abizar et Iazouzen, pour désigner le premier village important des Aït Djennad et l’autre le nom actuel d’un des douars situés sur la côte, non loin du village d’Azeffoun.

## Histoire

### Résistance contre les Turcs
En 1825, Yahia Agha[Qui ?], à la tête de 600 janissaires équipés de canons et de nombreux goums recrutés chez les Iflissen lebhar décident d'attaquer les Aït Ouaguenoun et les Aït Djennad qui lui avaient refusé le bois de Tamgout. Après avoir obtenu à Sikh-Ou-Medour la capitulation des Aït Ouaguenoun, Yahia Agha décide d'attaquer Abizar,.
Devant la résistance des habitants d'Abizar et la géographie particulièrement difficile, Yahia Agha décida d'utiliser l'artillerie et bombarda le village d'Abizar. Malgré leur surprise et leur effroi à la découverte de cette arme qu'ils ne connaissent pas, les habitants d'Abizar ne céderont pas.
Parallèlement, une colonne dirigée par Ben-Kanoun devait prendre à revers le village d'Abizar, mais cette colonne sera anéantie par les hommes du village. Vaincu, et ne voulant pas subir de plus lourdes pertes, Yahia Agha dut se résoudre à abandonner et repartit à Alger.

## Population
En 2000, la population était estimée à un peu plus de 18 000 habitants répartis sur plus de 10 000 hectares[réf. nécessaire].
C'est le plus grand village (Taddart) de la tribu (Âarc ou Âarchs) des Aït Adas. Il intègre par conséquent la confédération (taqbilt) des Aït Djennad.

## Patrimoine

### Archéologie
Abizar est célèbre par sa stèle appelée Amnay n Ubizar (le cavalier d'Abizar). Une pierre d'un mètre de diamètre environ, représentant un cavalier armé d'un bouclier, d'un javelot (parfois deux) et un objet dans la main gauche et portant une barbe pointue. La stèle est libyque (berbère). Elle est retrouvée dans ce village de Kabylie en 1858, par Henri Aucapitaine, dit le baron Aucapitaine, alors sous-lieutenant au 36e régiment d'infanterie, qui la baptisa du nom du village. La stèle est la première d'une longue série (une dizaine) retrouvée dans le bassin de Sebaou. La légende dit que le capitaine Abizar, 2000 av. J.-C., avait fait quatre stèles identiques pour délimiter son territoire. Avec l'occupation française, on n'en découvrit que deux.
C'est en août 1861 qu'Aimable Pélissier, duc de Malakoff, alors gouverneur général d'Algérie, les fit transporter à Alger, au musée national des antiquités et des arts islamiques, où elles sont toujours en exposition.